# جان جاسكو
جان جاسكو (بالفرنسية: Jean Gascou)‏ (16 مايو 1945, كامبريه) عالم برديات فرنسي، وأستاذ في جامعة السوربون بباريس، مدير معهد علوم البرديات.

## بعض المؤلفات
ألف جان جاسكو العديد من الكتب:
- Gascou، Jean (1994). Un codex fiscal hermopolite. Atlanta.{{استشهاد بكتاب}}:  صيانة الاستشهاد: مكان بدون ناشر (link)
- Gascou، Jean (2004). La pétition à Byzance. Paris: Centre d'Histoire et Civilisation de Byzance.
- Gascou، Jean (2003). Étude copte IX. Onzième journée d'étude. Strasbourg.{{استشهاد بكتاب}}:  صيانة الاستشهاد: مكان بدون ناشر (link)
- Gascou، Jean (2006). Sophrone de Jérusalem, miracles des saints Cyr et Jean,traduction commentée. Paris.{{استشهاد بكتاب}}:  صيانة الاستشهاد: مكان بدون ناشر (link)
- Gascou، Jean (2008). Fiscalité et société en Égypte byzantine. Paris.{{استشهاد بكتاب}}:  صيانة الاستشهاد: مكان بدون ناشر (link)

## مواقع خارجية
- Jean Gascou on المكتبة الوطنية الفرنسية
- "Jean Gascou" (PDF). cfeb.org. a. مؤرشف من الأصل (PDF) في 2018-12-21. اطلع عليه بتاريخ 2016-09-11.
- Fiscalité et société en Égypte byzantine
- Interview with J. Gascou
- List of works and articles